# هموگلوبین A

تصویری ۳ بعدی از هموگلبین

هموگلوبین A (انگلیسی: Hemoglobin A) هموگلوبین طبیعی در بالغین است که تقریباً حدود ۹۸٪ از هموگلوبین جریان خون را تشکیل می‌دهد و از زنجیره ۴ تایی حاوی دو زنجیره آلفا و دو زنجیره بتا ساخته می‌شود.